# Momoen
Momoen is een plaats in de Noorse gemeente Aurskog-Høland, fylke Akershus. Momoen telt 357 inwoners (2007) en heeft een oppervlakte van 0,44 km².